# Omosessualità e psicologia
La psicologia è stata una delle prime discipline a studiare l'omosessualità come un fenomeno separato, distinto e a sé stante, in definitiva in maniera "astratta". Prima e durante la maggior parte del XX secolo, lo standard comune in ambito psicologico era quello di considerarla in termini di modelli patologici, ossia come una vera e propria "malattia mentale".
Una tal perentoria definizione ha cominciato ad esser sottoposta ad un esame critico dalla ricerca sul campo, la quale ha continuato a non produrre alcuna base empirica o scientifica soddisfacente per quanto riguarda l'espressione omosessuale in termini di "disturbo".
Il risultato accumulato di una tale ricerca, da parte di un gran numero di professionisti nel campo della medicina, della salute mentale e del campo delle scienze comportamentali e sociali, è stato quello di essersi schierati contro la classificazione dell'omosessualità come un "disturbo di personalità", rivendicando negli ultimi anni la conclusione che essa non era affatto accurata e che il DSM classifica e riflette ipotesi non testate ma essendo invero basate su quelle norme sociali allora prevalenti e su impressioni cliniche sopra campioni non rappresentativi consistenti in pazienti alla ricerca di una psicoterapia e su quegli individui il cui comportamento li ha inseriti nell'ambito del sistema della giustizia penale.
Dagli anni '70 del '900 il consenso delle scienze comportamentali e sociali e delle professioni medico-sanitarie e di salute mentale a livello globale è che l'omosessualità sia una variante sana/naturale dell'orientamento sessuale umano.
Nel 1973 American Psychiatric Association, la principale organizzazione professionale di psichiatri e tirocinanti negli Stati Uniti d'America, e la più grande organizzazione psichiatrica al mondo con i suoi 36.000 membri ha declassificato l'omosessualità come disturbo mentale.
L'American Psychological Association, la più grande organizzazione scientifica e professionale degli psicologi negli Stati Uniti e in Canada, con i suoi 137.000 membri tra scienziati, educatori, medici e studenti, ha seguito nel 1975 con l'identica conclusione.
Hanno seguito altre importanti organizzazioni di salute mentale, compresa l'Organizzazione mondiale della sanità nel 1990. Conseguentemente, mentre una minoranzacontinua ancor oggi a credere che l'omosessualità sia o possa esser classificato come un disturbo mentale, il corpo della ricerca clinica e della corrente letteratura al riguardo sostiene per consenso il fatto che le attrazioni sessuali e romantiche tra persone dello stesso sesso, compresi i sentimenti e comportamenti associati siano attrazioni sane della sessualità umana, riflettendo con ciò le posizioni ufficiali dell'American Psychiatric Association e dell'American Psychological Association succitate.

## Storia
Auguste Ambroise Tardieu (1818-1879) pubblicò nel 1857 nel suo Etude medico-legale sur les attentats aux moeurs la tesi che l'aspetto fisico del pene e dell'ano fossero in grado d'individuare i "sodomiti" incalliti, per questo riteneva che ci fossero tratti psicologici e comportamentali (come l'effeminatezza e il travestitismo) che caratterizzavano un gruppo di sodomiti che egli credeva affetti da una forma di follia mentale.

### Charcot
Jean-Martin Charcot, uno dei maestri di Sigmund Freud, assieme al collega Magnan, fanno apparire nei loro articoli l'omosessualità come "sindrome del processo fondamentale della degenerazione ereditaria", paragonabile ad altre ossessioni morbose quali la dipsomania-alcolismo e alla cleptomania..

### R. von Krafft-Ebing
Come indica il titolo, "Psycopathia sexualis", quest'opera datata 1886 voleva essere la summa della totalità di aberrazioni e "mostruosità" presenti nell'essere umano. Richard von Krafft-Ebing (tra l'altro anche inventore del termine masochismo) fa trovare il suo posto all'omosessualità, tra l'esibizionismo e quella che considera "pedofilia erotica".
Secondo il dotto studioso l'omosessualità, a cui dedica ben 150 pagine, essa è segno inequivocabile di "degenerazione funzionale", una "tara neuro-psicopatica" per di più di origine ereditaria.

### Il "romanzo di un invertito nato"
Nel 1893 viene pubblicato su rivista e tre anni dopo a Parigi sotto lo pseudonimo di "Dottor Laupts - in realtà anagramma (Laupts/StPaul) del 23enne Georges Saint-Paul - il Romanzo di un invertito nato, una lunga lettera autobiografica scritta in ottimo francese opera di un (presunto) giovane omosessuale italiano ed originariamente inviata manoscritta a Émile Zola perché se ne servisse come spunto per un suo libro; il celebre romanziere - che ne scriverà la prefazione - aveva consegnato l'opera all'amico Saint-Paul, allora studente di antropologia e futuro psichiatra.
A metà tra la letteratura gay e la letteratura erotica - tutti passaggi per così dire scabrosi vengono tradotti in latino - narra la vicenda di un "invertito nato", a partire dalla sua più tenera infanzia; vi sono accuratamente descritti tutti i maggiori "tratti caratteriali", facendo così per la prima volta dell'omosessuale un "tipo umano", un "personaggio da romanzo".
La storia è lasciata in sospeso: il narratore si trova a Roma, affascinato dal fasto della ritualità cattolica; qui, dopo aver incontrato un trentenne, riesce a sedurlo ed è talmente felice da concludere: "Vorrei gridarlo sui tetti!" Quando nel 1930 esce la ristampa "rivista e aggiornata" vi si aggiunge un seguito, una storia esclusivamente sessuale in cui la voce narrante descrive come "finalmente" sia riuscito a farsi penetrare.
L'autore è sempre rimasto anonimo, ma: il narratore ha 23 anni esattamente come il giovane medico Saint-Paul, che in seguito scriverà un diario di viaggio, due romanzi in forma di dialogo (dedicati rispettivamente alla sifilide e all'aborto), due raccolte poetiche e una serie di testi per canzoni. L'anonimo italiano pare essere "estremamente aggiornato sulle teorie scientifiche nei riguardi dell'omosessualità e, anche se le tiene presenti, non di rado è in disaccordo con esse".

### Havelock Ellis
Il termine inversione sessuale fu diffuso in inglese con la pubblicazione di un libro dallo stesso titolo scritto dal sessuologo Havelock Ellis (1859-1939) e dal suo collaboratore omosessuale John Addington Symonds (1840-1893). Sebbene Ellis non fosse omosessuale egli credeva che l'omosessualità fosse una variazione innata della sessualità e non una malattia. Definizione che fu accettata dalla comunità scientifica solo nel 1990.
Persino alla fine del XX secolo, ricerche neuroanatomiche sull'orientamento sessuale si collegano all'ipotesi dell'inversione: un articolo pubblicato nel 1991 sulla rivista "Science" sostenne che un'area dell'ipotalamo di uomini omosessuali era più simile in dimensioni a quelli delle donne che degli uomini eterosessuali.

### S. Freud
Libro fondamentale al riguardo è il suo Tre saggi sulla teoria sessuale (1905), inserendola nella teoria di bisessualità innata e comparandola ugualitariamente all'eterosessualità: 
Per Sigmund Freud l'omosessualità non è più né un crimine né una tara o degenerazione, bensì "vittima di un arresto nel corso dello sviluppo", una qual specie di handicap: la fase che si tollera nell'adolescente, se perdura nell'adulto diventa marchio del fallimento. In una lettera a Carl Gustav Jung del 1908 dimostra tutta la propria animosità nei confronti di Magnus Hirschfeld e dichiara il suo netto rifiuto di scrivere sulla rivista del comitato scientifico-umanitario.
Nel 1935 in una Lettera a una madre americana datata 9 aprile dichiara che:
Non si può infine non riconoscere un'influenza di Freud anche su Thomas Mann ove in La morte a Venezia del 1910 viene presentato il caso di una "fissazione" narcisistica nei confronti di un adolescente, dell'adolescenza stessa da parte di un adulto; da parte sua Marcel Proust attinge dalle teorie di Auguste Ambroise Tardieu la sua visione "sinistra" dell'omosessualità.

### S. Ferenczi
Sándor Ferenczi, fondatore del movimento psicoanalitico ungherese, nel 1906, si schiera apertamente a favore dei cosiddetti "uraniani", chiedendo per coloro che ne sono affetti l'abolizione delle sanzioni penali ed esponendo una teoria della bisessualità la quale può essere biologica o psicologica: l'uranismo diviene semplice modalità della natura che bisogna sottrarre all'apparato repressivo dello stato.
A partire dal 1909 però, nelle sue "Nuove osservazioni sull'omosessualità" la paragona alla nevrosi strettamente imparentata con l'impotenza, in quanto hanno in comune la fuga davanti alla donna; considera infine la teoria di un terzo sesso come un'invenzione degli stessi "invertiti". Nel 1911 infine, in "L'omoerotismo: nosologia dell'omosessualità maschile" adotta la teoria freudiana degli stadi; gli omosessuali sono così nient'altro che dei fissati allo stadio narcisistico.

### C. G. Jung
Nel 1910, quand'è ancora discepolo di Freud, Carl Gustav Jung scrive al maestro: "La facilitazione morale dell'omosessualità dovrebbe essere vivamente favorita come mezzo anticoncezionale... Credo che disconosciamo i meriti biologici che gli omosessuali acquistano con il loro desiderio di sedurre. In realtà, essi meritano un po' della santità dei monaci". A seguito della rottura con Freud nel 1913, lo studio dei problemi sessuali non ha più molto interessato Jung.

### A. Adler
Il testo di Alfred Adler del 1917 intitolato Il problema dell'omosessualità è il primo studio analitico d'insieme sull'argomento; anch'egli parla esplicitamente di "fuga dell'uomo davanti alla donna... inclinazione dell'individuo che tende ad evitare la soluzione normale del problema dell'amore... esseri vili e scoraggiati".

### W. Stekel
Nel 1923 Wilhelm Stekel pubblica Onanismo e omosessualità; l'autore colloca l'omosessualità nel quadro di una lotta tra natura e cultura definendola una "parapatìa"-nevrosi, risultato funesto d'un'impossibile lotta tra istinto e inibizione. L'omosessuale è pertanto più vicino alla disposizione primitiva della bisessualità innata dell'essere umano.

### G. Groddeck
Sempre nel 1923 esce Il libro dell'Es (lettere di psicanalisi ad un'amica) di Georg Groddeck dove l'intera lettera numero 27 è dedicata all'omosessualità; qui l'autore spiega la sua condanna religiosa con l'ambizione dei preti, che hanno inventato il peccato per asservire le coscienze. Secondo Groddeck il desiderio omosessuale è universale e innato in ciascuno di noi: l'omosessualità fa talmente parte della natura umana, che ci si può con sommo stupore chiedere per quale miracolo si riesca a sentire qualche inclinazione per il sesso opposto.

### Dopo Freud
Nel 1962 Irving Bieber e i suoi colleghi pubblicarono "Homosexuality: A Psychoanalytic Study". Questo ritrae un tipo di famiglia patogena (un padre distaccato e distante e una madre autoritaria e costrittiva) che presumibilmente portò all'omosessualità i 106 uomini adulti omosessuali che studiò. Bieber e i suoi colleghi affermarono un tasso di guarigione del 27%.
La psicologa Evelyn Hooker nel suo studio comparò i risultati di un test proiettivo di 30 omosessuali uomini non pazienti con quello di 30 non pazienti eterosessuali uomini. Lo studio dimostrò che psicologi esperti a cui furono sottoposti i risultati senza svelare l'orientamento sessuale dei soggetti esaminati, furono incapaci di distinguere gli omosessuali dagli eterosessuali. Questo studio fu una seria sfida alla visione dell'omosessualità fino ad allora associata alla psicopatologia.

## Natura o cultura?
(André Gide.)
Essenzialismo e costruzionismo: l'eterno conflitto tra biologia e società, dibattito filosofico circa il modo di concettualizzare la sessualità e in particolar modo l'orientamento sessuale.
Secondo il primo la sessualità è un fenomeno prettamente correlato all'individualità, pertanto una caratteristica oggettiva personale; quindi anche l'esperienza omosessuale è tendenzialmente la stessa in ogni periodo storico o cultura in cui essa si manifesti. Nel secondo caso invece le cosiddette identità sessuali vengono apprese e possono quindi venire "plasmate" dall'interazione con gli altri, ne conseguirebbe che risulta allora impossibile parlare di omosessualità (ma anche di eterosessualità) nel caso di sistemi sociali i quali non concepiscono l'idea di sessualità così come è accettata dal mondo contemporaneo della civiltà occidentale.
I sostenitori della tesi secondo cui le identità sessuali, essendo apprese, possono conseguentemente nascere in un certo momento preciso della storia si basano sull'opera genealogica intrapresa dal filosofo francese Michel Foucault. Nella sua Storia della sessualità (1976-84) egli difatti asserisce che: la concezione stessa di sessualità (etero o omo che sia) è un'invenzione eminentemente moderna, in quanto gli antichi non conoscevano minimamente la sessuologia (lo studio astratto del sesso) bensì solamente le arti di amare (indicazioni pratiche).
(Allen Ginsberg.)
Per gli essenzialisti le identità sono e rimangono fisse, transculturali e transtoriche, le persone si possono quindi differenziare in categorie sulla base della loro sessualità; differenze derivanti da fattori biologici (neuroendocrini, anatomici e genetici). L'orientamento sessuale è quindi innato, immutabile e rappresenta una caratteristica su cui l'individuo non ha alcuna possibilità di scelta autonoma.
Per l'approccio costruzionista invece è il contesto socioculturale a formare il "comportamento" sessuale umano, qualunque esso sia; l'orientamento può essere diverso a seconda della società e del periodo storico preso in esame, è "costruito", mutabile e in definitiva può benissimo essere "scelto".
Seguendo gli studi queer si dovrebbe poter affermare che quella identitaria è una questione ben più profonda della "casualità" di un semplice atto sessuale, l'identità di genere viene quindi dalla psiche e/o dai geni e non dagli atti; in base a questa conclusione l'omosessualità (così come l'eterosessualità) è sempre esistita negli "stessi termini di specie a parte, con l'unica differenza che prima era maggiormente repressa".
La conclusione sarebbe pertanto che si può avere un'identità omo/eterosessuale anche senza aver dovuto prima ricorrere alla "prova dei fatti". Alla stessa maniera però l'opposizione omo/etero non è l'unico sistema di classificazione possibile; se questa ha a che vedere con l'identità sessuale, quella attivo/passivo (predominante per tutta l'antichità, il medioevo e il rinascimento) riguarda altresì l'identità sociale, la propria collocazione entro la gerarchia di potere (dominante-maschile; sottomessa-femminile).
Foucault fa partire la propria riflessione dal punto di svolta rappresentato dal momento in cui si è proceduto ad inventare il termine "omosessuale" (e poco dopo anche le parole eterosessuale, bisessuale, travestitismo, masochismo, sadismo ecc.): con l'invenzione della parola si è dato corpo al "fatto". Non si considera più il crimine dato dall'atto di sodomia, ma si è proceduto alla rapida medicalizzazione delle molteplici "perversioni": la presa di potere della psichiatria nei tribunali e in società. Ma: "si può credere davvero che l'omosessualità moderna sia nata solamente perché i testi di medicina cominciano a parlarne?".
L'idea secondo cui compiere atti sessuali con persone dello stesso sesso non sia più qualcosa che può capitare a tutti (come si era sempre pensato fino ad allora), ma sia una "proprietà esclusiva di una specifica classe di persone" avrebbe preso sempre più piede solamente a partire dalla seconda metà del XIX secolo: in quello stesso periodo l'ubriacone diviene l'affetto da alcolismo, la criminalità diviene anch'essa una tendenza innata, alla donna nasce l'isteria, la prostituzione stessa diviene sintomo di "follia" da curare in manicomio, il piacere di mostrare il corpo si trasforma in esibizionismo, esplode il masochismo e il sadismo, il dandismo si tramuta in narcisismo.
La concezione che l'omosessuale sia chi ha o desidera avere rapporti sessuali con persone del suo stesso sesso non implica ancora che anche queste ultime debbano essere a loro volta omosessuali; il passo successivo (non è omo solo colui che ricerca l'altro uomo, ma anche quest'ultimo se accetta le avances) si dovrà attendere la seconda metà del XX secolo (il movimento LGBT e il termine gay).